# Feldbachmühle
Feldbachmühle ist ein Weiler der Gemeinde Glött im schwäbischen Landkreis Dillingen an der Donau (Bayern). Der Ort liegt 500 Meter südlich von Glött am Fluss Glött.

## Geschichte
Der Ort wurde 1303 erstmals als Velwach genannt. Die Mühle selbst wird erstmals im Jahre 1537 überliefert. Sie gehörte zur Herrschaft Glött.